# Meilen Tu
Meilen Tu (chiń. upr. 涂美伦; chiń. trad. 涂美倫; pinyin Tú Měilún; ur. 17 stycznia 1978 w Tarzanie) – amerykańska tenisistka chińskiego pochodzenia, reprezentantka kraju w Fed Cup.

## Kariera tenisowa
Jej trenerem jest Samuel Sumyk, a rodzice pochodzą z Tajwanu. 31 października 1994 Meilen rozpoczęła karierę zawodową, którą zakończyła w roku 2010. W tym czasie wygrała jeden turniej singlowy i cztery deblowe z cyklu WTA Tour. 11 czerwca 2007 roku zajmowała trzydzieste piąte miejsce na listach światowych, 22 października 2007 zajmowała dwudzieste ósme miejsce wśród deblistek.
W 1994 roku zadebiutowała w wielkoszlemowym US Open, gdzie przegrała w pierwszej rundzie z Silvią Fariną Elią. Na tym samym turnieju juniorskim zdobyła tytuł, pokonując Martinę Hingis w finale. Pokonała Amandę Coetzer i Magdalenę Maleewą. W 1995 osiągnęła trzecią rundę w Birmingham. W 1997 roku po raz pierwszy zagrała we wszystkich turniejach wielkoszlemowych i dostała się do pierwszej setki rankingu kobiet.
W 1998 trzykrotnie osiągała ćwierćfinały turniejów, rok później doszła do tego etapu w Tokio. W 2000 doszła do półfinału w Québec.
W sezonie 2001 wygrała jedyny turniej singlowy, w Auckland. Osiągnęła kilka ćwierćfinałów i najwyższe pozycje rankingowe w karierze. W 2002 rozwinęła się nieco jej kariera deblowa, zdobyła dwa tytuły i grała w dwóch finałach gry podwójnej. W singlowym Wimbledonie osiągnęła trzecią rundę. Trzeci tytuł deblowy zdobyła w 2003 roku w Birmingham z Els Callens. W 2004 wygrała jeszcze jeden turniej gry podwójnej, w Memphis. W sezonie 2005 jej najlepszymi wynikami były ćwierćfinał w Portorožu i półfinał w Cincinnati.
W lutym 2006 roku zdobyła deblowy tytuł ITF w Midland. Osiągnęła deblowy półfinał w Warszawie z Andreeą Vanc. Doszła do półfinału w Birmingham (singlowego oraz deblowego). Powróciła do czołowej setki rankingu, z której wypadła w kwietniu 2003. Odpadła w kwalifikacjach do kilku turniejów US Open Series, w samym wielkoszlemowym US Open poniosła porażkę w pierwszej rundzie. We wrześniu i październiku wycofała się z kilku imprez z powodu kontuzji.
W sezonie 2007 zagrała jedyny mecz w zawodach Fed Cup. Osiągnęła również dwa finały w rozgrywkach gry podwójnej.

## Finały turniejów WTA
| Legenda                | Legenda |
| ---------------------- | ------- |
| Wielki Szlem           |         |
| Igrzyska olimpijskie   |         |
| WTA Tour Championships |         |
| 1988 – 2008            |         |
| Kategoria I            |         |
| Kategoria II           |         |
| Kategoria III          |         |
| Kategoria IV           |         |
| Kategoria V            |         |

### Gra pojedyncza (1–0)
| Końcowy wynik | Nr | Data            | Turniej  | Nawierzchnia | Przeciwniczka | Wynik finału |
| ------------- | -- | --------------- | -------- | ------------ | ------------- | ------------ |
| Zwyciężczyni  | 1. | 7 stycznia 2001 | Auckland | Twarda       | Paola Suárez  | 7:6(10), 6:2 |

### Gra podwójna (4–6)
| Końcowy wynik | Nr | Data                 | Turniej    | Nawierzchnia | Partnerka          | Przeciwniczki                           | Wynik finału     |
| ------------- | -- | -------------------- | ---------- | ------------ | ------------------ | --------------------------------------- | ---------------- |
| Finalistka    | 1. | 21 października 2001 | Bratysława | Twarda       | Nathalie Dechy     | Jelena Bowina Dája Bedáňová             | 3:6, 4:6         |
| Zwyciężczyni  | 1. | 10 lutego 2002       | Paryż      | Twarda       | Nathalie Dechy     | Jelena Diemientjewa Janette Husárová    | Walkower         |
| Finalistka    | 1. | 17 lutego 2002       | Antwerpia  | Twarda       | Nathalie Dechy     | Magdalena Maleewa Patty Schnyder        | 3:6, 7:6(3), 3:6 |
| Zwyciężczyni  | 2. | 15 września 2002     | Waikoloa   | Twarda       | María Vento-Kabchi | Nannie de Villiers Irina Sielutina      | 1:6, 6:2, 6:3    |
| Finalistka    | 3. | 14 października 2002 | Bratysława | Twarda       | Nathalie Dechy     | Maja Matevžič Henrieta Nagyová          | 4:6, 0:6         |
| Zwyciężczyni  | 3. | 15 czerwca 2003      | Birmingham | Trawiasta    | Els Callens        | Alicia Molik Martina Navrátilová        | 7:5, 6:4         |
| Finalistka    | 4. | 2 listopada 2003     | Québec     | Dywanowa     | Els Callens        | Li Ting Sun Tiantian                    | 3:6, 3:6         |
| Zwyciężczyni  | 4. | 22 lutego 2004       | Memphis    | Dywanowa     | Åsa Svensson       | Marija Szarapowa Wiera Zwonariowa       | 6:4, 7:6(0)      |
| Finalistka    | 5. | 8 stycznia 2007      | Sydney     | Twarda       | Marion Bartoli     | Anna-Lena Grönefeld Meghann Shaughnessy | 3:6, 6:3, 6:7(2) |
| Finalistka    | 6. | 17 czerwca 2007      | Birmingham | Trawiasta    | Sun Tiantian       | Latisha Chan Chuang Chia-jung           | 6:7(3), 3:6      |

### Wygrane turnieje rangi ITF
| turnieje z pulą nagród 100 000 $ |
| turnieje z pulą nagród 75 000 $  |
| turnieje z pulą nagród 50 000 $  |
| turnieje z pulą nagród 25 000 $  |
| turnieje z pulą nagród 15 000 $  |
| turnieje z pulą nagród 10 000 $  |

### Gra pojedyncza
|    | Data       | Turniej     | ($)    | Naw.   | Finalistka      | Wynik            |
| 1. | 23/09/1996 | Santa Clara | 25 000 | twarda | Lilia Osterloh  | 6:1, 6:0         |
| 2. | 21/10/1996 | Lakeland    | 50 000 | twarda | Petra Schwarz   | 5:7, 6:0, 6:0    |
| 3. | 03/07/2000 | Los Gatos   | 50 000 | twarda | Marissa Gould   | 1:6, 7:5, 6:4    |
| 4. | 25/09/2000 | Santa Clara | 75 000 | twarda | Renata Kolbovic | 6:7(1), 6:2, 6:2 |

### Finały juniorskich turniejów wielkoszlemowych

#### Gra pojedyncza (1–0)
| Końcowy wynik | Rok  | Turniej | Nawierzchnia | Przeciwniczka  | Wynik finału |
| Zwyciężczyni  | 1994 | US Open | Twarda       | Martina Hingis | 6:2, 6:4     |